# Epeorus assimilis
Epeorus assimilis ist eine Art der Eintagsfliegen (Ephemeroptera). Ihre Larven leben in Bergbächen und sind häufiger Bestandteil der Lebensgemeinschaft des Rhithral, sind aber empfindlich gegenüber Gewässerverschmutzung. Die Art ist in Europa mit Ausnahme des Nordens weit verbreitet, fehlt aber im Tiefland.

## Beschreibung

### Imagines
Es handelt sich um eine mittelgroße Art mit einer Körperlänge der Männchen von 13 bis 14 Millimeter, der Weibchen von 14 bis 16 Millimeter, bei einer Vorderflügellänge von 14 bis 19 Millimeter; hinzu kommen zwei Schwanzfäden von 33 bis 34 Millimeter Länge. Der Körper ist unauffällig dunkel bräunlich gefärbt, der Hinterleib auf der Oberseite ebenfalls dunkel, auf der Unterseite gelblich mit einer artspezifischen dunklen Zeichnung. Die Flügel sind hyalin glasklar ohne Trübung oder Zeichnung, mit dunklem Adernetz, die kleinen Hinterflügel sind im Vergleich mit verwandten Gattungen relativ breit. Bei der Subimago sind sie durchscheinend gelblichbraun mit dunkelbrauner Aderung. Die Zugehörigkeit zur Gattung Epeorus kann erkannt werden am Fehlen einer sonst charakteristischen Quernaht im vorderen Abschnitt des Pronotum in Verbindung mit den Tarsalgliedern der Vorderbeine: bei diesen ist das erste und das zweite Glied etwa gleich lang, nicht das erste deutlich kürzer als das zweite. Sehr typisch ist die Zeichnung auf der unteren (ventralen) Seite des Hinterleibs: Der zweite bis siebte Sternit ist in der Grundfärbung gelblich mit je einem scharf abgesetzten, dreieckigen dunkelbraunen Fleck, in den zwei kleine helle Längsflecken eingelagert sind. Bei der alpinen Epeorus alpicola sind diese Flecke rhombisch und aneinanderstoßend, so dass sich ein durchgehendes braunes Längsband ergibt.
Für eine sichere Bestimmung der Art sind die Penisloben des Begattungsapparats der Männchen zu vergleichen. Diese sind seitlich verbreitert, ihr hinterer (distaler oder caudaler) Rand ist fast gerade, der Einschnitt zwischen ihnen dreieckig. Die Titillatoren (zipfelförmige Anhänge der Penisloben bei zahlreichen Gattungen der Eintagsfliegen) fehlen vollständig.

### Larven

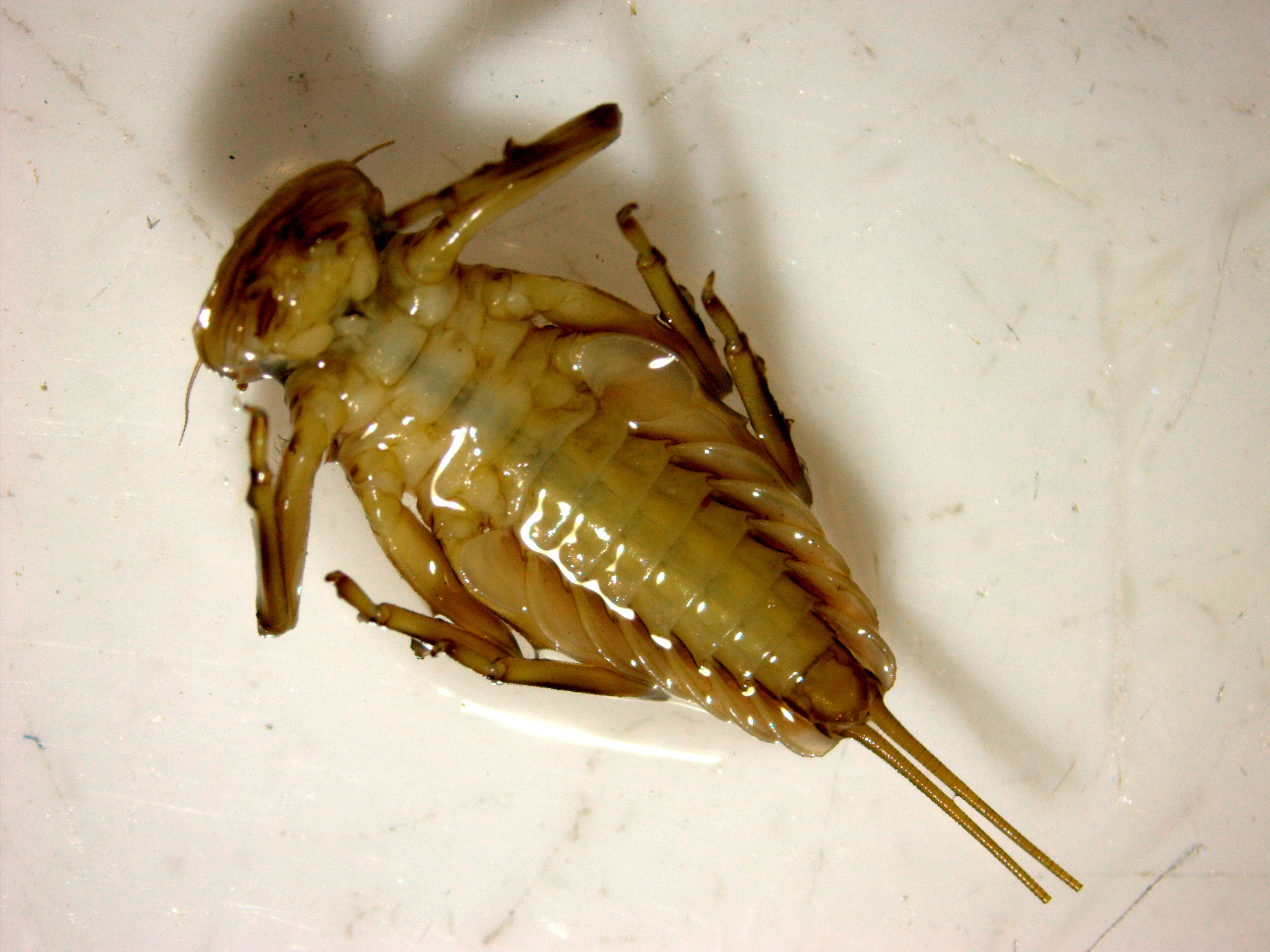
Epeotus assimilis Larve von der Bauchseite: Die ersten Kiemenblättchen berühren sich nicht.

Die Larven der Arten der Gattung Epeorus sind in Mitteleuropa die einzigen Eintagsfliegenlarven, bei denen nur zwei Schwanzfäden ausgebildet sind; die beiden Cerci sind vorhanden, das mittlere Terminalfilum (oder Paracercus) fehlt (in der weltweiten Fauna wären hier drei weitere Gattungen der Familie Heptageniidae zu berücksichtigen). Der Körper der Larven ist, einschließlich des Kopfs und der Beine, stark dorsoventral (von oben nach unten) abgeplattet, er ist gelblich gefärbt mit einer unspezifischen bräunlichen Zeichnung. Die seitlich am Hinterleib sitzenden Kiemenblättchen der Tracheenkiemen sind überwiegend etwa eiförmig und überlappen sich dachziegelartig; im Gegensatz zu den meisten ähnlichen und verwandten Gattungen sind sie unbeweglich, also nicht zu schlagenden Bewegungen zur Erneuerung des Atemwassers imstande. In Deutschland und im größten Teil Mitteleuropas ist Epeorus assimilis die einzige Art der Gattung und anhand dieser Merkmale unverkennbar. In Südeuropa, vom Alpenraum an südwärts ist mit weiteren Arten der Gattung zu rechnen. Von der im Alpenraum verbreiteten Epeorus alpicola unterscheidet die Form der ersten Kiemenblättchen. Diese sind bei Epeorus alpicola breit viereckig bis nierenförmig und stark vergrößert, so dass sie an der Bauchseite zusammenstoßen. Bei Epeorus assimilis sind sie kleiner, etwa herzförmig und auf der Bauchseite breit voneinander getrennt. Entgegen älteren Annahmen wirken diese nicht als Saugnapf. Ihre Unterseite, die mit dem Substrat des Gewässergrunds in Kontakt steht, ist dicht mit kurzen Borsten (Setae) bestanden, die die Haftwirkung auf rauen wie auf glatten Oberflächen vergrößern. Die übrigen Tracheenkiemen besitzen unter dem Kiemenblättchen noch jeweils ein kleines Büschel fadenförmiger Kiemen.

## Biologie und Lebensweise
Larven von Epeorus assimilis sind, wie typisch für alle Heptageniidenlarven, Besiedler des steinigen Gewässergrunds (Kies bis zu Felsblöcken) in Fließgewässern. Sie bevorzugen dabei Bereiche mit stärkerer Strömung (rheobiont), an die sie mit ihrer abgeplatteten Körpergestalt gut angepasst sind. Sie bevorzugen mittlere Wassertemperaturen und werden in sehr warmen und sehr kalten Gewässern seltener. Sie leben vor allem in neutralen Gewässern, vertragen aber episodische Schübe etwas saureren Wassers, in stark versauerten Gewässern verschwinden sie. Die Larven ernähren sich, indem sie mit ihren spezialisierten Mundwerkzeugen den organischen Aufwuchs (Periphyton) von der Oberfläche der Steine abschaben.
Die Larven benötigen zur Entwicklung etwa ein Jahr. Es gibt nur eine Generation im Jahr (univoltin). Die Imagines schlüpfen im Frühjahr bis Sommer in einem längeren Zeitraum. Die Imagines fliegen beim Schwärmen in 3 bis 10 Meter Höhe in Gewässernähe. Die Hauptflugzeit liegt zwischen dem späten Nachmittag und dem Einsetzen der Dämmerung, gelegentlich sind sie schon mittags zu beobachten.
Larven von Epeorus assimilis sind typische Besiedler von Bächen, der limnologischen Zone des Rhithral. Sie sind ein typisches Faunenelement des Fließgewässertyps 5: Grobmaterialreicher, silikatischer Mittelgebirgsbach. In den Alpen fehlen sie in kleinen Bächen, hier kommen sie bevorzugt in Flüssen vor, so kommen sie auch im Rhein (bei Basel) vor. Sie sind auf sauberes, sauerstoffreiches Wasser angewiesen und empfindlich gegenüber Gewässerverschmutzung. Im Saprobiensystem haben sie den Indikatorwert 1,3, sind also typisch für Fließgewässer der Gewässergüteklasse I und I-II.
Die Art ist überall dort, wo entsprechende Gewässer vorhanden sind, in Mitteleuropa weit verbreitet und häufig, sie ist nicht gefährdet. In Deutschland kommt sie bis an den Nordrand der Mittelgebirge vor, sie fehlt im Tiefland vollständig. In Tschechien gehört sie zu den häufigsten Eintagsfliegenarten.

## Verbreitung
Die Art kommt in Mittel- und Südeuropa vor. Im Mittelmeerraum lebt sie  auf der Balkanhalbinsel südlich bis Griechenland, in Italien bis in den Süden. Angaben von der Iberischen Halbinsel südlich der Pyrenäen fehlen, hier ist die Unsicherheit bezüglich der taxonomischen Abgrenzung zu Epeorus sylvicola zu beachten (vgl. Abschnitt Taxonomie), dies betrifft auch Angaben aus Nordafrika. Die Art fehlt in der nordeuropäischen Tiefebene und in allen Gebieten nördlich davon, sie kommt weder in den Niederlanden noch in Großbritannien, weder im Baltikum noch in Skandinavien vor. Die Art ist angegeben aus der türkischen Schwarzmeerregion, könnte aber hier mit der erst 2017 neu beschriebenen Epeorus bicolliculatus verwechselt worden sein.

## Taxonomie und Systematik
Die Art Eprorus assimilis wurde 1885 von dem britischen Geistlichen und Entomologen Alfred Edwin Eaton erstbeschrieben und der von ihm selbst 1881 beschriebenen Gattung Epeorus zugeordnet, in der sie seither verblieben ist. Die Verwendung des Artnamens hat erhebliche Konfusion hervorgerufen. Im Jahr 1973 synonymisierte Volker Puthz diese Art mit der 1865 von Albert-Edouard Pictet, dem Sohn des bekannten Schweizer Zoologen François Jules Pictet (als Baetis sylvicola) erstbeschriebenen Epeorus sylvicola, was allgemein akzeptiert worden ist. 1999 hoben Alain Thomas und Kollegen diese Synonymie wieder auf. Ihren Angaben zufolge seien Epeorus assimilis (deren Lektotyp aus dem Schwarzwald stammt) und Epeorus sylvicola (Lektotyp aus San Ildefonso, Provinz Segovia, Spanien) tatsächlich zwei getrennte Arten, von denen Epeorus sylvicola nur auf der Iberischen Halbinsel südlich der Pyrenäen (und in Nordafrika) vorkomme. Obwohl der Status von Epeorus sylvicola sensu Thomas et al. nicht endgültig geklärt ist, wurde auch diese Revision allgemein akzeptiert. Dies hat zur Folge, dass die mitteleuropäische Art, die seit 1973 allgemein Epeorus sylvicola genannt wurde, seit 1999 nun Epeorus assimilis heißt. Wenn es eine getrennte Art Epeorus sylvicola gibt, lebt diese ausschließlich in Südwesteuropa und Nordafrika, sie kommt nicht in Mitteleuropa vor.
Die Gattung Epeorus ist mit zahlreichen Arten in Europa, Asien, Nord- und Südamerika verbreitet. Die Gattung ist taxonomisch problematisch, zahlreiche Taxonomen trennen von ihr eine Reihe anderer Gattungen ab (Alpiron Braasch, Albertiron Kluge, Belovius Tshernova, Caucasiron Kluge, Iron Eaton, Ironopsis Traver, Proepeorus Kluge), die von anderen nicht anerkannt werden. Auch die Gliederung in Untergattungen wird uneinheitlich gehandhabt. Die Gattung erreicht Europa mit fünf Arten, von denen nur zwei in Mitteleuropa vorkommen (eine weitere, Epeorus torrentium, wird aus Frankreich angegeben). Epeorus assimilis gehört innerhalb der Gattung zur Untergattung Epeorus s.str. (insoweit die Untergattungen anerkannt werden).